# Майдер Тельєрія
Майдер Тельєрія (ісп. Maider Tellería, 14 липня 1973) — іспанська хокеїстка на траві.
Олімпійська чемпіонка 1992 року, учасниця 1996, 2000, 2004 років.
Срібна призерка Чемпіонату Європи 1995 року.
Срібна призерка Виклику чемпіонів 2003 року.